# Rudolf Müller (politik KSČ)
Rudolf Müller (22. září 1910 – 28. ledna 1965) byl český a československý politik Komunistické strany Československa německé národnosti a poúnorový poslanec Národního shromáždění ČSR a Národního shromáždění ČSSR.

## Biografie
V meziválečném období vedl stávkové hnutí sklářských dělníků na Jablonecku a Železnobrodsku. Žil ve vesnici Dalešice.
Ve volbách roku 1954 byl zvolen do Národního shromáždění za KSČ ve volebním obvodu Liberec. Mandát obhájil ve volbách v roce 1960 (nyní již jako poslanec Národního shromáždění ČSSR za Severočeský kraj a volbách v roce 1964. V parlamentu setrval do své smrti roku 1965. Nahradil ho pak Václav Petrásek.
K roku 1954 se profesně uvádí jako mačkář skla družstva Maják Jablonec nad Nisou, závod Pěnčín.
Patřil mezi pouhé tři poslance Národního shromáždění zvolené v roce 1954 (Jan Jungbauer, Rudolf Müller a Josef Pötzl), kteří reprezentovali německou národnostní menšinu, jejíž početnost byla dramaticky snížena poté, co proběhlo vysídlení Němců z Československa. Rudolf Müller byl dlouhodobý člen KSČ. Kromě poslaneckého mandátu v Národním shromáždění byl rovněž funkcionářem Okresního národního výboru v Jablonci n. Nisou.